# Teacup.
- teacup.
- teacup

teacup.（ティーカップ）は、かつて存在した日本の電子掲示板レンタルサービスである。正式名称は「teacup.」と小文字で末尾にピリオドを付す。ネットメディアなどは「teacup」とピリオド抜きで記す場合もある。
1997年8月にサービスを開始し、のちにブログサービスやチャットなど機能が追加され、25年間サービスを継続したが、2022年8月1日13時にすべてのサービスを終了した。
本項は運営会社についても記述する。当初から「teacup.」のサービスを運営していたGMOティーカップ・コミュニケーション株式会社は、2009年4月1日にGMOメディア株式会社と合併し解散した。合併解散後はサービス名のみ「teacup.」の名称を残した。

## 沿革
- 1997年8月 - 電子掲示板レンタルサービスを開始。
- 2000年8月16日 - 有限会社ティーカップ・コミュニケーション設立。
- 2001年4月 - 株式会社化、株式会社ティーカップ・コミュニケーションへ社名変更。
- 2004年
  - 7月 - ブログサービス「AutoPage」開始。
  - 7月 - GMOグループへの参画を発表。
  - 10月2日 - 筆頭株主アイズファクトリー（2005年1月1日GMOが吸収）が株式交換によりGMO子会社。
- 2008年6月1日 - GMOティーカップ・コミュニケーション株式会社へ社名変更。本社を東京都台東区東上野へ移転。
- 2009年4月1日 - GMOメディアと合併してGMOティーカップ・コミュニケーション解散。「teacup.」サービスは継続。
- 2012年
  - 8月30日 - 12時に「みんなのチャット」ユーザールームの作成および利用を終了。
  - 9月24日 -「みんなのチャット」を終了。
- 2013年4月30日 - ユーザー減少のため、レンタルチャット事業を終了。
- 2022年8月1日 - 13時に「teacup.」のサービスを終了[1][6][4][5]。

## サービス

### レンタル掲示板
「teacup.」のメインサービスで、Cookieを使用して、ユーザーはパスワードを入力せずに掲示板記事の再編集が可能である。
2022年8月1日13時にサービスを終了する。多くのユーザーは別組織の「Z-Z BOARD」など掲示板サービスへ移行した。

#### バージョン
Lv0 掲示板
- 2000年 - 2004年初頭まで利用された無料レンタル掲示板システムである。一部のHTMLタグが利用可能で、利用者は好みに応じて投稿内容の装飾が可能である。

Lv1 掲示板
- 2000年 - 2004年初頭まで利用された有料レンタル掲示板システムである。基本的機能はLv0と同一だが、Lv0は搭載しない、画像表示機能の管理オプションで許可と不許可が選択可能である。プロキシ禁止機能、無料版より多数のログ保存が可能で、無料版は利用できない部分へメッセージ記入などが許可される。

Lv2 掲示板
- 2004年からサービス終了まで使用された無料レンタル掲示板システムである。Lv0を使用していた場合自動的にLv2へバージョンアップされる。このバージョンより画像の貼り付けとアップロードが可能となる。

Lv3 掲示板
- 2004年からサービス終了まで使用された有料レンタル掲示板システムである。Lv1から自動的にLv3へバージョンアップされる。基本的な機能はLv2と同一だが、Lv1に引き続きプロキシ禁止機能など一部有料掲示板限定サービスが提供された。

### AutoPage
AutoPage（オートページ）は、「teacup.」のブログサービスで、2004年7月1日にサービスを開始する。正式名称は「teacup.ブログ AutoPage」。
「teacup.」のレンタル掲示板を所有していた場合、掲示板ID1つ毎に1ブログが作成可能である。掲示板は利用せず、通常のブログサービスとして利用も可能である。
画像の投稿や画像を加工してFlash動画を作成する機能があった。提供されるテンプレートを用いるほかにCSS編集が可能で、デザインやアクセシビリティに対応可能であった。
ブログ「AutoPage」も「teacup.」レンタル掲示板と同時に、2022年8月1日13時にサービスを終了した。
ブログ移転先としてgooブログが公式移転先とされ、「AutoPage」のエクスポート機能とgooブログのインポート機能を使って移転する手順が案内された。

### チャット

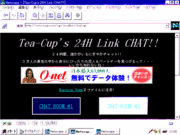
初期チャット画面

初期チャットは#1（青背景）、#2（ピンク背景）、#99（オレンジ背景）で、徐々にルームが増えた。
「teacup.」のチャットは、友人同士などで使用するレンタルチャットと、インターネット上で不特定多数のユーザーが集まって会話する「みんなのチャット」の2種類がある。
2012年から2013年にサービスを終了した（#沿革を参照）。

### Q&Aコミュニティ
「teacup.ちょっとききタイ!」は、GMOティーカップ・コミュニケーションがOKWaveと連携したQ&Aコミュニティである。OKWaveのデータベースを共有し、「ちょっとききタイ!」に投稿された内容は、OKWaveや他の連携サイトに反映される。Twitterと連携してブログ「AutoPage」へ投稿した記事をTwitterで発信し、Twitterのtweetをブログへ自動投稿が可能である。

## サービス終了後の個人情報の扱い
「teacup.」に登録した個人情報や投稿した内容はサービス終了後に削除され、サービス終了後の閲覧は不能となる。
「teacup.ID」アカウント情報は、GMOインターネットグループ共通ID「GMO ID」に連携され、「teacup.」サービス終了後も「GMO ID」によりGMOインターネットグループのサービスを利用可能である。「GMO ID」の退会は「GMOポイント」ページから退会手続きする。